# Lindsayomyrteae
Lindsayomyrteae é uma tribo pertencente à família das mirtáceas. Tem os seguintes géneros:

## Géneros
- Lindsayomyrtus B.Hyland & Steenis